# ロッテ
株式会社ロッテ（英: LOTTE Co., Ltd.）は、日本の東京都新宿区西新宿に本社を置く大手菓子メーカー。

## 概要
重光武雄（辛格浩）が1948年（昭和23年）に日本で創業。創業以来、世界各地でグループを展開し重光の出身地である韓国で積極的に投資して大規模に事業している（韓国での展開についてはロッテグループ#韓国のロッテグループに詳述）。非上場企業であり、みどり会の会員企業で三和グループに属している。株式会社ロッテは持株会社ロッテホールディングスに移行し、菓子メーカーとしての現在の株式会社ロッテは分離して新設され、持株会社の傘下となっている。現在、ロッテのCEOは牛腸栄一である（代表取締役社長、元 ロッテ商事取締役営業部長）。
創業家における経営権紛争（ロッテお家騒動）などを受けて、経営の透明性を高めることを目的として、本企業を上場させる方向で検討していることを2018年（平成30年）に明らかにしている。当初は2022年（令和4年）を目処に日本の証券取引所に上場するとしていたが、新型コロナウイルスによる影響もあり、延期されている状態である。

## 名称
ドイツの文豪ゲーテの『若きウェルテルの悩み』のヒロイン「シャルロッテ」にちなみ「ロッテ」と命名。シャルロッテのようにいつまでも愛される会社となる思いが込められ、カタカナのロゴは上部を波のような曲線とし軽やかな雰囲気を演出した。
ザ・ドリフターズの仲本工事の実母が応募した「お口の恋人 ロッテ」をキャッチコピーにしている。日経BPコンサルティングによる「コーポレート・メッセージ調査」の「想起率」ランキングで5年連続で第1位を記録している。

## 歴史

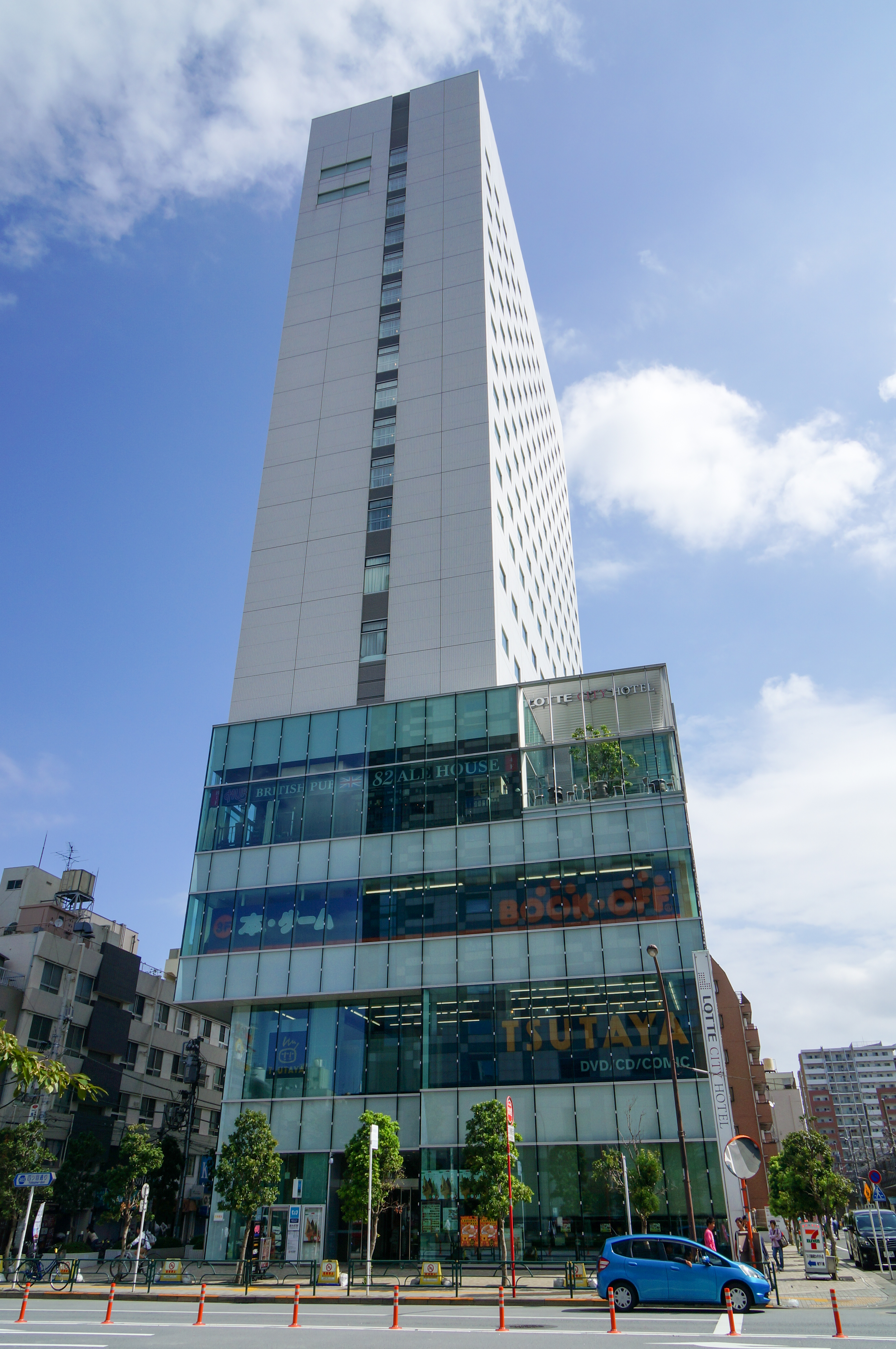
ロッテシティホテル錦糸町

- 1945年（昭和20年） - 重光武雄（辛格浩）が、杉並区荻窪で「ひかり特殊化学研究所」を設立して石鹸、ポマードなどの製造販売を手掛ける。
- 1947年（昭和22年） - チューインガムの製造を開始。
- 1948年（昭和23年） - 株式会社ロッテを設立。
当時輸入規制の対象であった天然チクルの輸入解禁を国に働きかけ、チクルを使用したチューインガムの製造販売を開始。社長自らリヤカーにガムを積んで移動販売し、スペアミントガムと続いて発売したグリーンガムを大量に販売した。のちに工場を東京都新宿区の新大久保駅付近に移転して後のロッテ新宿工場となる。
- 1956年（昭和31年）10月 - 第一次南極探検隊の携行用チューインガムを開発し贈呈。
- 1959年（昭和34年）5月4日 - TBSで『ロッテ 歌のアルバム』放送開始。
「一週間のご無沙汰でした。玉置宏でございます。お口の恋人、ロッテ提供、『ロッテ歌のアルバム』…」で始まる番組司会者・玉置宏が発するオープニングのセリフは流行語となり、ロッテの社名は広く知られるようになった。
- 1964年（昭和39年） - チョコレート技師であるマックス・ブラックの指導により、最新鋭機を導入した浦和チョコレート工場が完成。チョコレートの製造を開始しガーナミルクチョコレートを発売。
- 1966年（昭和41年）頃 - 韓国でロッテ製菓を設立。
- 1969年（昭和44年） - キャンディーの製造を開始。
- 同年、映画会社大映の社長・永田雅一の要請を受け、永田がオーナーを務めていた毎日新聞と大映系のプロ野球球団「毎日大映球団（東京オリオンズ）」と提携して冠スポンサーとなり、チーム名を「ロッテオリオンズ」に改める。
- 1970年（昭和45年） - 国鉄錦糸町駅前に複合商業施設「ロッテ会館」をオープン。
- 1971年（昭和46年） - 毎日大映球団を完全買収し、子会社としてロッテオリオンズ球団（現：千葉ロッテマリーンズ）を設立。
- 1972年（昭和47年） - ロッテリアを創業し外食産業へ進出。またアイスクリーム事業へ進出し「イタリアーノ」はじめ34種を一斉発売。
- 1974年（昭和49年） - ロッテオリオンズ球団が日本シリーズで優勝し日本一になる。
- 1976年（昭和51年） - ビスケット技師ライアル・ハンターの指導により、最新鋭機を導入した狭山ビスケット工場が完成。
- 1978年（昭和53年）9月 - ロッテUSA設立。ミシガン州バトルクリークに工場を建設。
- 1979年（昭和54年）3月 - 韓国最大の「ロッテホテル」がソウルにオープン。
- 1981年（昭和56年）10月 - アイスクリームの常識を変えたヒット商品「雪見だいふく」を発売。1984年には学校給食に採用された。
- 1985年（昭和60年）3月 - 滋賀工場完成、アイスクリーム製造を開始。
- 1986年（昭和61年） - 1985年8月からの『ビックリマン』＜悪魔VS天使シリーズ＞が爆発的なブームとなり、最盛期で年間4億個を販売。
- 1988年（昭和63年）10月 - タイロッテ設立。
- 1989年（平成元年）
  - 7月 - 韓国ソウル松坡区にロッテワールドをオープン。
  - 10月 - ゴルフ事業に進出し、ゴルフ協会公認コース「皆吉台カントリー倶楽部」をオープン。
- 1991年（平成3年）11月 - 球団名をロッテオリオンズから千葉ロッテマリーンズに、本拠地を千葉マリンスタジアムに変更。
- 1997年（平成9年）3月 - ロッテホテル釜山オープン。韓国のホテルの中ではもっとも高い175メートル43階建て。
- 2004年（平成16年）10月 - 飲むアイス「クーリッシュ」が、世界ヒット商品コンクールでアジア初の最高賞「グローバルシアルドール」を受賞。
- 2005年（平成17年）
  - 4月 - 台湾に台湾楽天製菓を設立。
  - 10月 - 千葉ロッテマリーンズが日本シリーズ優勝。さらに日本、韓国、台湾、中国によるアジアシリーズで優勝。
- 2006年（平成18年）4月 - ロッテ電子工業株式会社と株式会社ロッテ健康機能食品事業部が統合し、ロッテ健康産業株式会社を設立（のち株式会社ロッテへ統合）。
- 2007年（平成19年） - 持株会社制移行のため「株式会社ロッテホールディングス」に商号を変更した同社から、事業を引き継いだ子会社株式会社ロッテを設立。韓国など海外を含むグループ会社の統括業務は持株会社が担当する。
- 2008年（平成20年）
  - 4月 - 株式会社ロッテアイス設立。旧ロッテ冷菓と旧ロッテスノーを合併し、アイス事業を統合。
  - 6月 - JAXAが実施する国際宇宙ステーションの日本実験棟「きぼう」の有償テーマに選定された民間企業の商品第一号として「キシリトールネオ」が宇宙へ[9]。
  - 12月 - メリーチョコレートカムパニーの全株を取得し子会社化。贈答用プレミアムチョコレート分野に進出。
- 2009年（平成21年）
  - 1月 - フィリピンに、ロッテコンフェクショナリー フィリピーナスを設立。
  - 7月1日 - 創業者の重光社長が代表権のある会長となり、後任社長に前ロイヤルホテルの会長・佃孝之が就任[10]。
- 2010年（平成22年）
  - 4月6日 - 2007年（平成19年）に閉館した旧ロッテ会館の跡地にロッテシティホテル錦糸町（ロッテ・ホテル事業部の直営）がオープン。
  - 7月 - 浦和工場 新工場2棟、新開発研究棟が完成。
  - 9月 - ポーランド最大手のチョコレートメーカーE.Wedel（ウェデル）社の全株式を取得[11]。
  - 11月 - 千葉ロッテマリーンズがレギュラーシーズン3位からの日本一を達成。
  - 11月 - ブラジルにロッテ・ド・ブラジル設立。
- 2012年（平成24年）4月 - 財団法人ロッテ国際奨学財団が「公益財団法人ロッテ財団」に改称。
- 2013年（平成25年）
  - 7月 - ガム生産ラインを集約するため、創業時からのロッテ新宿工場を閉鎖しロッテ狭山工場に集約。
  - 7月 - トッポ新工場をタイに新設。
  - 7月 - 『キシリトール ガム』が食品として初めて、日本歯科医師会の推薦商品になる。
  - 11月 - チョコパイ新工場をインドネシアに新設。
- 2014年（平成26年）5月 - ロッテウェデルが、ポーランドでチョコレートカフェ事業を展開するピヤルニャ・チョコラディの全株式を取得。
- 2018年（平成30年）
  - 4月1日 - 株式会社ロッテ、ロッテ商事株式会社および株式会社ロッテアイス3社が合併。新会社として株式会社ロッテが発足[12][13]。
  - 4月 - 埼玉県の浦和市及び狭山市に、子育てと仕事の両立サポートを目的としたハッピーマーチ保育園を開園。
  - 12月 - 創業70周年を記念して制作したスペシャルアニメ『ベイビーアイラブユーだぜ』を公開。
- 2019年（令和元年）
  - 7月 - 海老名市、一般社団法人海老名市歯科医師会、(株)ロッテの三者で「歯と口の健康づくりの推進に関する協定」を締結。
  - 11月 - 新潟県と「県民の健康づくりの推進に関する連携協定」を締結。
- 2020年（令和2年）
  - 1月19日 - 創業者の重光武雄がソウル市内の病院で死去。
  - 1月 - "Eve × ガーナ"のコラボ、スペシャルアニメーション『ピンクバレンタイン』を公開。
  - 10月 - ガーナ共和国政府から、ガーナの文化とガーナ産カカオを世界に広く伝えていることを評価され「大統領賞」が授与される。
- 2021年（令和3年）3月 - 山口県と山口県歯科医師会、山口県歯科衛生士会、(株)山口フィナンシャル・グループ、サンスター(株)、ライオン(株)、(株)ロッテが、「健口スマイル推進事業の展開に関する連携協定」を締結。
- 2022年（令和4年）5月 - 浦和工場の見学施設をリニューアルし、「ロッテ おかしの学校」としてオープン。

### 社史・記念誌
ロッテでは以下の5冊を発行している。
- ロッテの歩み（只野研究所・編）1965年発行、264ページ[14]。
- ロッテのあゆみ30年（ロッテ・編）1978年6月発行、97ページ。
- ロッテのあゆみ40年：そして、未来へ（ロッテ・編）1988年6月発行、127ページ。
- ロッテのあゆみ50年-21世紀へ（ロッテ・編）1998年6月発行、176ページ。
- LOTTE BRAND History「お口の恋人」:70年の歩み（ロッテホールディングス・編）2018年6月発行、255ページ。

また、ホームページ上で「ロッテの歩み」を公開している。

## 主な事業所

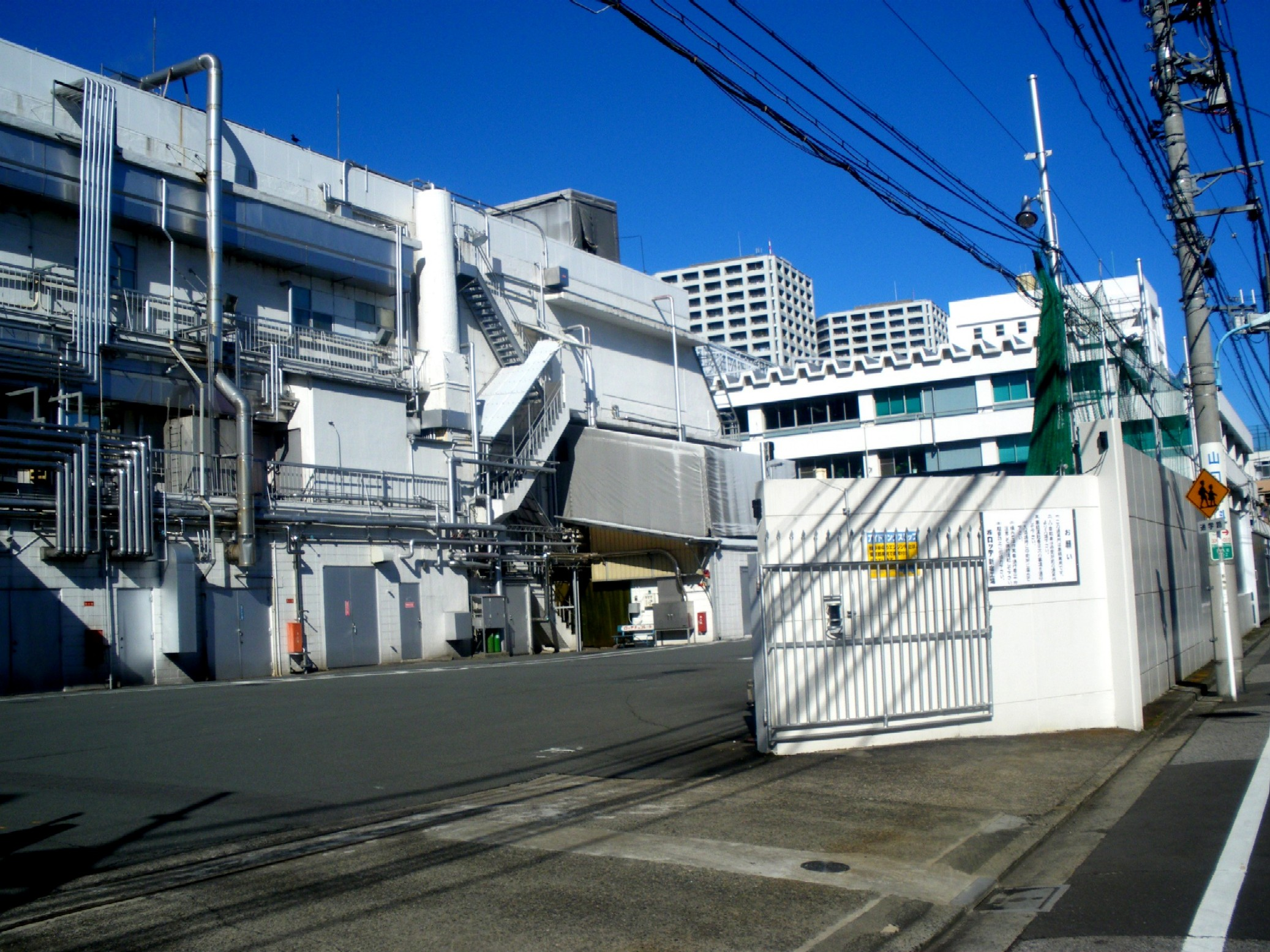
新宿工場

### 営業拠点
- 本社（東京都新宿区西新宿3-20-1北緯35度41分2.3秒 東経139度41分10秒）

### 工場
- 浦和工場（埼玉県さいたま市南区沼影3-1-1北緯35度50分20.9秒 東経139度38分52.9秒）
工場の敷地内にプロ野球・千葉ロッテマリーンズの2軍本拠地であるロッテ浦和球場があり、選手の練習場が隣接している。JR埼京線の武蔵浦和駅に近く、同線の他に東北・上越新幹線からも見える。
- 中央研究所
浦和工場と同一敷地に所在する。
- 狭山工場（埼玉県狭山市新狭山1-2-1北緯35度52分46秒 東経139度26分4.9秒）
- 滋賀工場（滋賀県近江八幡市安土町西老蘇147-1北緯35度7分42.7秒 東経136度9分22.2秒）
- 神戸工場（兵庫県神戸市西区伊川谷町潤和824-1北緯34度40分4.4秒 東経134度59分48.3秒）
ロッテアイスより移管
- 九州工場（福岡県筑後市長浜1818北緯33度12分42.6秒 東経130度30分57.2秒）

### 過去の事業所
- 新宿工場（東京都新宿区百人町2-2-33北緯35度42分10秒 東経139度42分5秒）
1950年に操業を開始、最初の本格的な工場でチューイングガムを製造していた。移転前の旧本社も所在したが、生産拠点再編により2013年に閉鎖された。

## 主な商品

### 種類
- グリーンガム、クールミントガム、キシリトールガム、ブラックブラック、SPASH、Fit's、ジョイントロボなどのチューインガム（ロッテは日本のガム市場において高いシェアを持つ）
- ガーナミルク、クランキー、コアラのマーチ、トッポ、パイの実、ビックリマンなどのチョコレート
- のど飴、小梅などのキャンディ
- チョコパイなどのビスケット、スナック菓子（一部の商品は東ハトに譲渡されるケースもある）
- 雪見だいふく、クーリッシュ、モナ王、爽、レディーボーデン、スイカバーなどのアイスクリーム
- 飲み友、コラーゲン10000、紅（BENI）などの健康食品（ロッテ健康産業が担当）
- ホカロン（携帯用カイロ）などの健康雑貨（ロッテ健康産業が担当）

かつては米菓、メロンクリームソーダや猿王（烏龍茶）といった飲料（ソフトドリンク）も手掛けた。
| 類型                     | 商品名 |
| ------------------------ | --- |
| チューインガム           | - グリーンガム - クールミント - ミントブルー - スペアミント - フレッシュミント - ペピーノ - ベルガモットミント - 梅 - ブルーベリー - マンゴー - スウィーティー - サンタローザ - サワーオレンジ - ピオーネ - キーライム - パイナップル - 翠峰グレープ - ドラゴンフルーツ - クールベリー - 冬みかん - 冬のレモネード - コーヒー - レモンティー - 宇治抹茶 - グレープフルーツ - シナモン - ジューシーフレッシュ - フルーツ風味 - マンゴスチン - マスカット - ラ・フランス - ジューシーメロン - ストロベリー - アセロラ - サクランボ - 花の蜜 - クイッククエンチ - レモンライム風味 - ブラックブラック - ホワイティホワイティ - フラボノ - 緑茶フラボノイド配合 - フリーゾーン - 歯にくっつきにくく義歯の人も食べやすい。 - ノータイム - 「歯みがきガム」と銘打っている。 - 甜茶ミント - アシスト - キシリトール - キシリトールハローキッズ - プラスX - ピュアホワイト - ACUO - エアレスト - フレッシュミスト - 千葉ロッテマリーンズガム - 阪神タイガースガム - 中日ドラゴンズガム - マジックバブルガム - GUM’S - BUB UP - EVE - LOB - ROLA - DONA - DAKARAガム - IQサプリガム - メンズスタイル - リラックス - パワフル - パンチアップ - ピンクミント - キュリアス・ジョージ バナナガム - SPASH - Fit's - ジョイントロボ - スーパージョイントロボ - 青りんご - 白黒半分 - バブアップ - スーパーバブアップ - アシストガム - コーヒーガムクリアテイスト - レモンティーガムセイロンテイスト - シナモンガム |
| チョコレート             | - ガーナミルク - ガーナエクセレント（28枚入り） - ガーナミニボックス - ガーナミルクボトル - ガーナブラック - ガーナブラックエクセレント（28枚入り） - ガーナブラックスリムパック - ガーナローストミルク - ガーナクリーミーミルク - ガーナホワイト - ガーナホットチョコレートミルク - ガーナホットチョコレートブラック - ガーナボールポップジョイ - ガーナスリムパック - ガーナリップル - ガーナ北海道味わいミルク - ガーナマリアージュ - ポテトdeガーナポップジョイ - パンdeガーナハニートースト - ガーナ純ブラック（終売） - ガーナマイルドカカオ（終売） - ロッテガーナミルク（終売） - ロッテガーナミルクセミスイート（終売） - ガーナミルクチョコレート（終売） - ガーナ復刻版1982（終売） - クランキー - エアークランキー - クランキーアーモンドボール - クランキースリムパック - クランキーブラックスリムパック - クランキーエクセレント（28枚入り） - クランキーポップジョイ - クランキー沖縄黒糖 - クランキー沖縄塩バニラ - クランキーキッズ - クランキーウォーキングバー - クランキー<宮崎メロン> - クランキー：ビター - クランキー：苺 - クランキー：苺のチーズタルト - クランキー：苺のチーズケーキ - クランキー：メープルシュガーラテ - クランキー：クッキー&クリーム - クランキー：ソフトクリーム工房 - クランキー：ショコラタルト - クランキー：和栗 - クランキー：抹茶 - クランキー：抹茶&クリーム - クランキー：カフェラテ（終売） - パイの実 - コアラのマーチ - トッポ - トッポ FOR MEN - ビター - 放課後ベリー - 味わい濃厚トッポ<チーズ> - 味わい濃厚トッポ<芳醇チーズ> - トッポ袋 - ガーナdeトッポ - 大人のトッポ - くるみトッポ - ホイップトッポ - ビービートッポ - 黒トッポ（終売） - 青トッポ（終売） - トッポ 塩キャラメル（終売） - トッポ 焼き栗（終売） - トッポ ミルクプリン（終売） - トッポ 抹茶ラテ（終売） - ビックリマンチョコ - バッカス - ラミー - コーヒーリキュール - カルヴァドス - シャルロッテ - カプッチョ - 紗々 - いちごつみ - 霧の浮舟 - スイーツデイズ 乳酸菌ショコラ（2015年10月13日発売） - ナッティ（終売） - バレンシア（終売） - マリブのさざ波（終売） - 女神の杯（終売） - 元禄の茶壷（終売） - 古都の四季（終売） - おにぎり村（終売） - ふるさと絵日記（終売） - ほおずき（終売） - ビッグバー（終売） - ココショット（終売） - どらやきチョコ（終売） - ファミコンチョコ（終売） - あっぱれ大将軍チョコ（終売） - ネクロスの要塞チョコ（終売） - 北斗の拳チョコ（終売） - 昆虫レスラー（終売） - レーサーミニ四駆チョコレート（終売） - ダッシュ!四駆郎チョコレート（終売） - V.I.P（終売） - カニカニ仲間（終売） - フォーシーズン（終売） - フルモンドチョコ（終売） - エクストリア（終売） - アローマ（終売） - ZERO（終売） - ロル（終売） - アミュ（終売） - エンペラー（終売） - ファインエンペラー（終売） - チョコレートL（終売） - エアレ（終売） - 昭和ハイカラ堂（終売） ほか |
| キャンディー・キャラメル | - のど飴 - 小梅 - 白小梅 - ブラックブラックキャンディ - 塩キャラメル - クリミオ - キュビオ - 野菜果実 - 大人のOFF - ドリンクミックス5：サントリーフーズとの提携商品。 - チューイングキャンディ（終売）：板ガムに似た形・包装のソフトキャンディ。様々なアニメ作品とコラボレーションしている。 - かわりんぼ（終売）：品名はチューインガムの棒付きキャンディ。棒部分がガムになっており、キャンディにはラムネが入っている。 - ジュエルリング（終売）：1980年代に登場した指輪型キャンディ。指にリングを装着して味わうという形式が話題となる。 - ミルク5（終売）：読みはミルクファイブ。1980年代前半に発売されたキャラメル。従来のものよりも大粒でなめらかな食感が売りであった。1パッケージに5粒入り。 - 小夏（終売） - 小雪（終売） ほか |
| ケーキ                   | - チョコパイ - チョコパイ:プチチョコパイ - チョコパイ:アソート - チョコパイ:ロイヤルミルクティー - カスタードケーキ - ガトーグラッセ - プチブッセ - マザーベイクドチーズケーキ |
| ビスケット               | - クランキービスケット - ガーナチョコクッキー - ブラック & ホワイトビスケット - チョココ - マザー - マザー:シリアルクッキー - マザー:ビスケット（終売） - ジャフィ（終売） - 霧の羽衣（終売） |
| アイス                   | →アイスについては「 ロッテアイス § 主な商品 」を参照 |
| スナック菓子             | - フレバ - オニオンリング（終売） - パンプキンリング（終売） - さくっとポテト（終売） - フレンチポテト（終売） - ポポリ（終売） – プレッツェル。ダウンタウンがCMをしていた。カレー味、ピザ味、メキシカンスパイス味、サラダビネガー味が発売されていた。 - SOYA（終売） – 大豆スナック - ビックリマンカレースナック – ビックリマンチョコの天使・悪魔シリーズの旧作シールを復刻して同封。中部地方など一部地域のみで発売された。 - 原宿どおり（終売） - ベーカリー工房（終売） - ジャガ一本（終売） - おこげキッチン（終売） - さくさく小判（終売） - ごん米（終売） ほか多数 |
| 飲料                     | - 飲み友 - コラーゲン10000 - 紅（BENI） - 猿王（終売） – 烏龍茶 - 猿王天然水仕立て - 東方爽美茶 - ブレンドコーヒー - 炭焼珈琲 - グレープフルーツ食物繊維入り - オレンジ食物繊維入り - ライチ&レモン - 紅茶のココア - 烏龍茶 - 花烏龍茶 - 燕龍福茶 - いちごクリームソーダ - メロンクリームソーダ - メロンCクリームソーダ - カラントクラッシュ - レモンEC - オレンジ50 - マイルドブレンドコーヒー - オニオンスープ - モカジャバ - 炭焼珈琲 - 炭焼珈琲やわらかマイルドテイスト - 炭焼珈琲コロンビアテイスト - 炭焼珈琲低糖すっきりテイスト - クリーミー珈琲 - レモン食物繊維入り - グレープフルーツ食物繊維&はっ酵乳入り - アップル食物繊維入り - クリーミー紅茶 - グアバ - グアバC - グアバ&アップル - オレンジ70 - かぶせ茶 - 乳清ミネラル&水 - シソの恵み&水 - マスカットソーダ - ブギウギソーダ - メロンクリームソーダ - ラ・フランスソーダ - ブルーベリーソーダ - 七星サイダー（ロッテ七星飲料から販売） - クイッククエンチ - ロッテドリンク - ビタパンC - ピタパンCビタミンCイッキ飲み飲料 - ZEROTIME - もぎたてスウィーティ - スウィーティ - スウィーティ天然水仕上げ - スウィーティソーダ - マンゴスチンホワイトソーダ - ブルーベリーソーダ - 飲みごろ果実 - あっさりさっぱり果実 - 地中海の恵み - カムカム - ミネラル&ウォーター - 白ぶどうのソーダ - メロンクリームソーダ - クリーミー紅茶 - ドラえもん クリーミー紅茶 - 大地のミネラル - 完熟梨おろし - のどハーブ - フルーツ繊維シリーズ - バクコール - ひとひら桜水 - たかの友梨エステな生活 - ガーナミルクココア - ウォーターゼリー - 杏仁豆腐 - カカオ搾り - ビジャリカ スリーセブンブレンド - ブラックブラック スパークリング（ロッテ健康産業から販売） - ホット6（ロッテ酒類ジャパンから販売） |
| その他                   | - アイスブレーカーズ（錠菓） - ホカロン（携帯用カイロ）（ロッテ健康産業より販売） - ヒヤロン（ロッテ健康産業より販売） - ドクターフォーマーC（ロッテ健康産業より販売） - スイーツプロテイン（ロッテ健康産業より販売） |

## ロッテの漢字表記「楽天」
中国や台湾では、ロッテのことを「楽天」（簡体字/乐天・繁体字/樂天・ピンイン/Lètiān）と表記している。これは日本の楽天株式会社の設立以前から用いられている単語であり、楽天株式会社とロッテに直接の関連性は無い。
なお、両社とも日本のプロ野球で球団を持っており（かついずれもパシフィック・リーグ所属）、なおかつ楽天が台湾のプロ野球に参加するようになったため（楽天モンキーズ）、球団の名称についてはロッテを羅徳と表記し区別している。ただし、同じ辛東彬がオーナー（代行）を務める韓国プロ野球のロッテジャイアンツは区別の必要性が低いため楽天表記であることが多い。

## 過去のキャンペーン

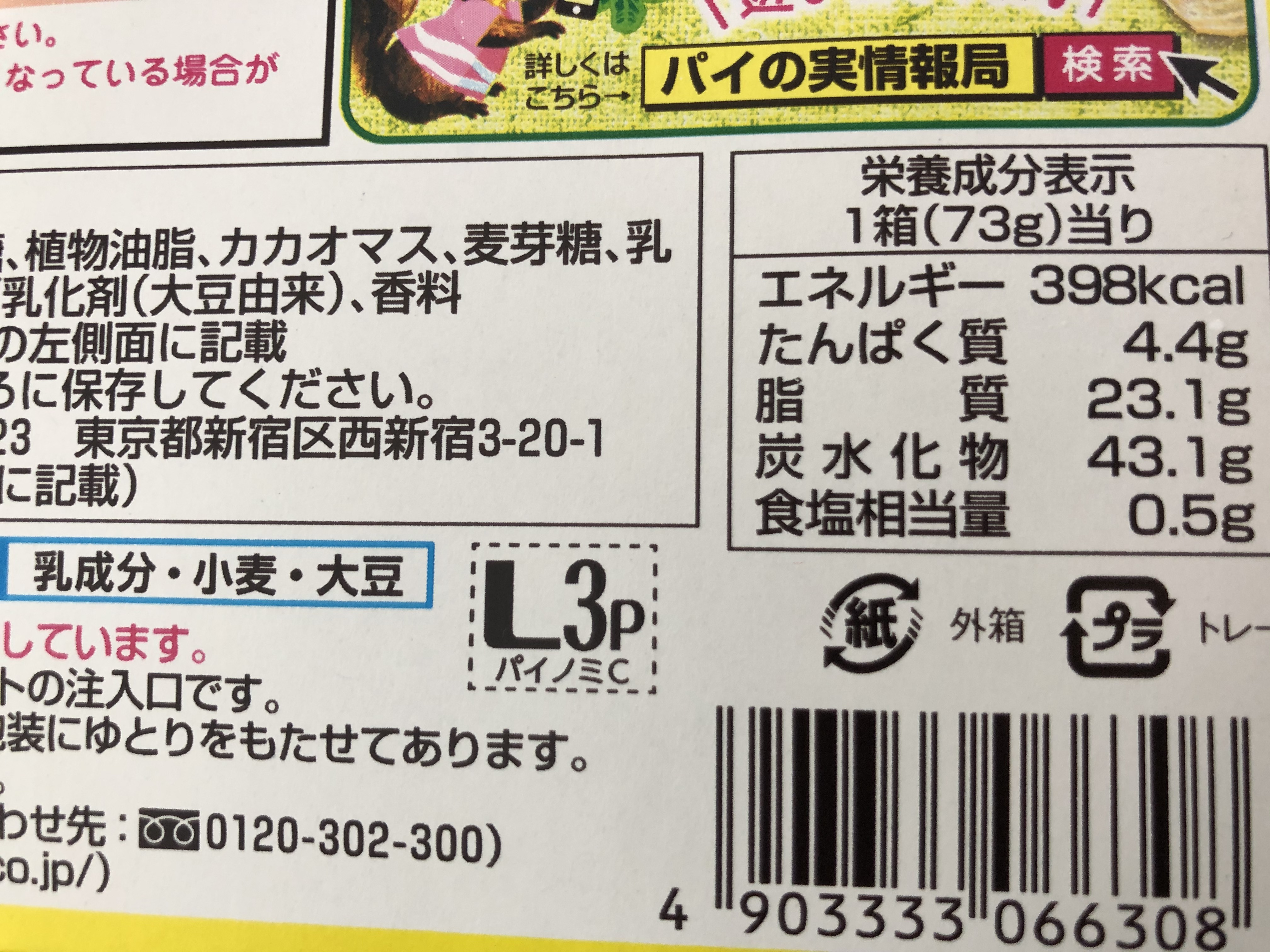
パイの実についていたLマーク

1000万円プレゼント
1961年（昭和36年）4月、ロッテガム50円分の包装紙を送ると「1000万円が当たる抽選券」が貰える懸賞を実施。800万通近くの応募があった。
ザ・ビートルズフィルムコンサート招待
1976年（昭和51年）10月、ロッテ製品200円分の包装紙を送ると中野サンプラザ、川崎産業文化会館、読売ホールで行われたビートルズのフィルムコンサートチケットがペア5000組に当たる懸賞が行われた。
ロッテマイレージキャンペーン
製品外箱についているLのマークを必要ポイント分集め応募すると、景品がもらえた。2019年3月末をもって終了した。

## 創業70周年記念アニメーション
ロッテが創業70周年を迎えた2018年には、これを記念したアニメーション「ベイビーアイラブユーだぜ」が制作された。監督は松本理恵、アニメーション制作はボンズ。同年12月5日にフジテレビ系列で放送された「2018 FNS歌謡祭」第1夜のCM枠で30秒バージョンが、12月12日の「2018 FNS歌謡祭」第2夜にて60秒バージョンが放送された。現在はYouTubeで本編が公開されている。テーマソングはBUMP OF CHICKENによる書き下ろし楽曲の「新世界」で、使用されているのはショートバージョンである。なお、アニメーションのタイトルはこの楽曲の歌詞から採用されたものである。また、BUMP OF CHICKENが2019年7月10日に発売したアルバム『aurora arc』の初回限定盤には、本アニメーション映像を使用した「新世界」（フルサイズ）のミュージック・ビデオが収録されている。
2019年11月23日には、『ロッテ創業70周年記念スペシャルアニメーション「ベイビーアイラブユーだぜ」ビジュアルブック』が復刊ドットコムから出版されている。

### スタッフ
- 企画・プロデュース：川村元気
- 監督：松本理恵
- キャラクターデザイン：林祐己
- アニメーション制作：ボンズ
- テーマソング：BUMP OF CHICKEN「新世界」（トイズファクトリー）

### 書誌情報
- 松本理恵・ボンズ著『ロッテ創業70周年記念スペシャルアニメーション「ベイビーアイラブユーだぜ」ビジュアルブック』復刊ドットコム
2019年11月23日発行 ISBN 978-4-8354-5711-6

## 歴代のCMモデル
五十音順。（ア）はロッテアイス（旧ロッテ冷菓・ロッテスノー）、（健）はロッテ健康産業の取扱商品。

### 男性

#### 2023年
- BTS「キシリトールガム」
- 羽生結弦「企業CM」（過去：「ガーナミルク」「キシリトールホワイト」）
- 吉沢亮「ガーナミルク」（単独&浜辺美波との共演版）「パイの実」
- 武田修宏「マイニチケアガム」
- 成田凌「レディボーデン」
- 佐々木朗希・松川虎生「GEAR」

#### 過去
- 東幹久「アローマ」
- 綾野剛
- アントニオ猪木
- 生田斗真「ACUO」
- 伊勢谷友介「ACUO」
- 井出卓也（当時：ココア男。）「アイスブレイカーズ」
- 井上康生（元柔道選手）
- 今井翼（当時：タッキー&翼）「NEWクレープアイス」（ア）「コアラのマーチ」
- 江頭2:50「トッポ」
- 遠藤遼一
- 押尾学「エフ」
- カウコ・マキネン（マキネン教授、フィンランド・トゥルク大学名誉教授）
- 風見しんご
- 加勢大周「グリーンガム」
- KAT-TUN「PLUS X」「クランキーウォーキングバー」
  - 亀梨和也「クランキーチョコレート」
  - 田口淳之介「コロガリータ」
- 桂歌丸「ホカロン」（健）[注 2]
- 金田正一（当時：ロッテオリオンズ監督）
- 唐沢寿明
- 北島康介（水泳選手）
- 鯨井康年（元ライフセーバー）「ガーナミルク」
- 姜暢雄
- 草刈正雄
- グレートチキンパワーズ（北原雅樹、渡辺慶）
- 郷ひろみ「ホワイティ」「プレッツェル」
- 小坂誠（当時：千葉ロッテマリーンズ内野手）「モナ王」
- コント山口君と竹田君「ホカロン」[注 2]
- 坂口憲二「キシリトール」「クリエ」「レディーボーデン」（ア）
- 佐藤浩市「極上比率」「ショコランタン」
- 佐藤隆太「SPASH」※後に「クーリッシュ（ROOKIES編）」に出演
- 19（ジューク）
- 笑福亭鶴瓶「グリーンガム」
- ジョンテ・モーニング「アイスブレイカーズ」
- 城田優「味わいカリンのど飴」「シャルロッテ」
- SMAP「ビッグコーン」（ア）
  - 中居正広
  - 木村拓哉
  - 稲垣吾郎
  - 草彅剛
  - 香取慎吾[注 3]
- 関口宏「ガーナブラックチョコレート」
- DAIGO「クールショット」（ア）
- ダウンタウン（松本人志、浜田雅功）「グリーンガム」「SOYA」「ポポリ」
- 髙橋來「プティスリー」
- 竹内涼真「クーリッシュ」（過去：「モナ王」）（ア）
- 玉山鉄二「ACUO」
- 為末大「ZEUS」
- チェ・ホンマン（格闘家）「モナ王」（ア）
- チャン・グンソク「ACUO」「シャルロッテ・アイ」
- 電気グルーヴ「ZEUS」
- 東儀秀樹「グリーンガム」
- 徳山秀典
- 所ジョージ[注 4]
- 豊川誕
- 永井大「クーリッシュ」（ア）
- 長嶋茂雄（当時：読売ジャイアンツ（内野手→監督）、金田正一との共演）
- 長瀬智也 (TOKIO)「シャルロッテ・アイ」「クーリッシュ」「トッポ」
- 長友佑都「ACUO（キモチつながる編）」「爽」「オリンピック企業CM」
- ニコラス・エドワーズ「かりんのど飴」
- 初芝清（当時：千葉ロッテマリーンズ内野手）「モナ王」（ア）
- FUNKY MONKEY BABYS「ブラックブラックガム」
- 福井敏雄（当時：気象予報士）「ホカロン」（健）[注 2]
- 福士蒼汰「Fit's」
- 福山雅治「グリーンガム」
- 藤木直人
- Hey!Say!7「ガーナミルク」、「PLUS X」
- ボブ・サップ（格闘家）「モナ王」
- 又吉直樹（ピース）「ZEUS」
- 松岡修造「クーリッシュ」（ア）「ガーナミルク」[注 5]「コアラのマーチ」
- 松山ケンイチ「のど飴ゼロ」「シャルロッテ」
- みのもんた「味わいカリンのど飴」「飲み友」（健）
- 雅-MIYAVI-「ZEUS」
- 室伏広治（陸上・ハンマー投選手）
- 矢沢永吉「キシリトールガム」
- 矢島美容室（木梨憲武、DJ OZMA、石橋貴明）「SPASH」
- 安田顕「ポリフェノールショコラ」
- 山﨑努
- 山下真司「モナ王」
- 山田涼介（Hey!Say!JUMP）「ぎゅぎゅっと」
- 渡部豪太「アイスブレイカーズ」
- IKKO「チョコパイ」「レモビタのど飴」
- 佐藤健「のど飴」「Fit's」「カフカ」「グリーンガム」
- Sexy Zone「フルーティオ」
- 中島健人「トッポ」
- 松坂桃李「ガーナミルク」「DUAL」、「ACUO」「クーリッシュ」（ア）
- 柾木玲弥 「爽」(ア)
- 滝藤賢一「Fit's LINK」「ショコランタン」
- オリエンタルラジオ「ACUO」
- ディーン・フジオカ「レディボーデン」

…など他多数

### 女性

#### 2023年
- 森七菜「雪見だいふく」（ア）「パイの実」
- 長澤まさみ「ONE TAB」（過去：「和のしずく」（ア）「のど飴」「SPASH」「ガーナミルク」「pucoo」「プティスリー」）
- 浜辺美波「ガーナチョコレート」（単独＆吉沢亮との共演版）
- 村重杏奈「チョコモーション」

#### 過去
- AI
- 相川恵里「ゼリーバー」「珈琲アイス」（ア）
- 浅尾美和（ビーチバレー選手）「クーリッシュ」
- 浅田真央（フィギュアスケート選手）[注 6]「ガーナミルク」「クリミオ」「クランキーチョコレート」「コアラのマーチ」「デュアル」[注 5]
- 足立梨花「フーセンガム女子」
- 浅野ゆう子
- 天海祐希「キシリトールガム」
- 安室奈美恵「ZERO シリーズ」
- 荒川静香（フィギュアスケート選手）「ガーナミルク」[注 7]
- 安西ひろこ
- 安藤美姫（フィギュアスケート選手）「ガーナミルク」[注 7]
- 石川亜沙美 「レディーボーデン」
- 伊藤つかさ「古都の四季」
- 稲森いずみ「紗々」
- 上戸彩「アーモンドチョコレート」「爽」（ア）「ガーナミルク」
- 上村愛子（フリースタイルスキーモーグル選手）「コアラのマーチ」[注 5]
- 臼田あさ美「うるアップコラーゲン」
- 内田有紀「ガーナミルク」
- HKT48[注 8]
- 榎本加奈子
- 江波戸ミロ「飲み友」（健）
- えみり（現：辺見えみり）「SOYA」
- エリザベス・モンゴメリー「マザービスケット（声は北浜晴子が担当）」
- 小倉優子「雪見だいふく」（ア）「アーモンドチョコレート」「味わいカリンのど飴」
- 押切もえ
- 皆藤愛子「キシリトールガム」
- 香椎由宇
- 片瀬那奈
- 片平なぎさ
- 加藤あい
- 華原朋美「紗々」
- 夏帆「キシリトールガム、のど飴」
- 香里奈「モナ王」（ア）
- 川井郁子
- 樹木希林「ホカロン」（健）[注 2]
- 菊地凛子（DHよしこ）「グリーンガム（ロッテ選手との共演）」
- 希良梨「トッポ」
- 清原亜希「レディーボーデン」（ア）
- 工藤静香「V.I.P.チョコレート」「シリアルチョコ」
- 栗山千明
- 黒谷友香
- 小池里奈「雪見だいふく」（ア）
- 小泉今日子「ガーナミルク」「アーモンドチョコレート」
- 九重佑三子
- 小嶋陽菜（AKB48）「キシリトールガム」
- 後藤理沙「トッポ」
- 酒井彩名
- 坂下千里子
- 桜庭ななみ「ガーナミルク」「パイの実」
- 佐藤めぐみ
- 澤穂希「オリンピック企業CM」「爽」
- 篠原ともえ
- 椎名法子
- 宍戸留美
- 村主章枝（フィギュアスケート選手）「ガーナミルク」[注 7]
- 涼風真世
- SUPER MONKEY'S「シリアルアイス」、「マスカットガム」、「ブルーベリーガム」
- 瀬戸朝香
- taeco『新紗雪』（ア）
- 高田みづえ「クランキーチョコ」
- 高野志穂
- 高橋尚子
- 多岐川華子
- 立花理佐「ビッグコーン」「レッツスポーツ」「ファイベックス」「フローズンヨーグルト」「クロワッサン」
「イタリアーノ」「スイートコーンバー」（ア）オーラルケア用品「クール&クリーン」
- 田中美佐子
- 田中美保
- チェ・ジウ「キシリトールガム」
- つぐみ
- 土屋太鳳
- 徳澤直子
- 仲間由紀恵「キシリトールガム」
- 夏木マリ
- 夏未エレナ「ガーナミルク」
- 永池南津子「飲み友」（健）
- 中山美穂「アーモンドチョコレート」「アローマ」「雪見だいふく」
- 二階堂ふみ「シャルロッテ」
- 西内まりや「Fit's」
- NiziU「Fit's」
- 葉月里緒奈
- 広瀬アリス「クールミントガム」
- 広瀬すず「ガーナミルク」「小梅」「Fit's」「爽」（ア）
- 深田恭子
- 福田沙紀
- BoA「アーモンドチョコレート」,「マカダミアチョコレート」
- 宝生舞
- 堀北真希「アイスdeヨーグルト」（ア）「ぎゅぎゅっと」（ア）「紗々」「シャルロッテ・アイ」
- 真木よう子「キシリトールガム」
- 間下このみ「マルチパック」（ア）
- 松井愛莉「ガーナミルク」「ガーナアイス」（ア）「Fit's」
- 松嶋菜々子
- 松本莉緒「ショコランタン」
- 眞鍋かをり
- 三沢あけみ「ホカロン」（健）
- 水樹奈々
- 美空ひばり「ロッテガム」
- 三井ゆり
- 観月ありさ「レディーボーデン」（ア）「紅」（健）
- 南明奈「ザクリッチ」（ア）「クールミントガム」
- 宮間あや「オリンピック企業CM」「爽」
- 村川絵梨「和のしずく」（ア）
- 森迫永依「ガーナミルク」
- 森三中「爽」
- 山中すみか「フローズンヨーグルト」『和風アイス もちもなか』（ア）
- 吉田美和（ドリームズ・カム・トゥルー）「ガーナミルク」
- リア・ディゾン「雪見だいふく」（ア）
- 麗菜
- 鰐淵理沙「ティラミスチョコレート」
- 山本ひかる「Fit's」
- 山本モナ「モナ王」（ア）
- 吉木りさ「ザクリッチ」
- 渡邉このみ「ガーナミルク」
- 相沢紗世「&DARK」
- 杏「キシリトールガム」
- 榮倉奈々「ガーナミルク」「ACUO」「パイの実」「のど飴」「雪見だいふく」（ア）
- 大場久美子「モナ王」（ア）
- 佐々木希「ガーナミルク」「Dual」「Fit's」「クーリッシュ」（ア）「B can」
- 武井咲「フルーティオ」「ガーナミルク」「ガーナ チョコ＆クッキーサンド」「グリーンガム」
- 中村玉緒「ホカロン」（健）「グリーンガム」
- 渡辺直美「Fit's」（過去:「フレバ」）

…など他多数
※ガーナチョコレートは基本的に長澤、武井（過去は榮倉）の2名がキャラクターとなっているが、母の日キャンペーン（4 - 5月放送）ではこれ以外のロッテ商品のキャラクター数名（石川ら）が出演している。

### キャラクター
- デューク東郷（現在の出演者）（ゴルゴ13）「ブラックブラックガム」
- コアラのマーチくん（現在の出演者）「コアラのマーチ」
- 小梅ちゃん「小梅」
- 涼宮ハルヒ（現在の出演者）（アニメ「涼宮ハルヒの憂鬱」ヒロイン・SOS団団長）「ACUO」
- 長門有希（現在の出演者）（アニメ「涼宮ハルヒの憂鬱」SOS団団員その2）「ACUO」
- 朝比奈みくる（現在の出演者）（アニメ「涼宮ハルヒの憂鬱」SOS団団員その3）「ACUO」
- ドラえもん、野比のび太、源静香、剛田武、骨川スネ夫（ドラえもん）「ガーナチョコレート」
- おはよう忍者隊ガッチャマン（現在の出演者）（大鷲の健、コンドルのジョー、白鳥のジュン、燕の甚平、みみずくの竜、ベルク・カッツェ・ギャラクター隊員）「ACUO」

など

## 提供番組

### 現在
- 私のバカせまい史 （2023年4月 - ）（フジテレビ系列）
- マツコ&有吉 かりそめ天国 （2020年4月 - ）（テレビ朝日系列）
- ポケットモンスター（テレビ東京系列）

それ以外はスポットCMや、週替わり・日替わりスポンサー（地方局による情報番組含む）が多い。また、三重テレビ放送制作の紀行番組にも『協賛』扱いとなっている（CMは流さない）。
ニッポン放送におけるロッテの冠番組
- ロッテヤンスタNo1 - 1970年代後半から1980年代に放送された、公開生放送のアイドル歌謡ショー番組
- ロッテハートでBANBAN
  - パーソナリティ：森川由加里、森口博子、芳本美代子、小倉久寛（1990年9月まで、『青春コール東京ハラギャーテーズ』と同じ出演者）

→ 森脇健児、山田雅人（1990年10月 - 1991年3月、『森脇・山田のパニックしようぜ!東京ハラギャーテーズ』と同じ出演者）
- ロッテ ティーンズベスト10
  - パーソナリティ：篠原涼子、穴井夕子、米光美保（1991年4月 - 1992年3月、『東京サウンドバズーカ音姫絵巻』と同じ出演者）

なおここまで、土曜日の夜に放送されていたロッテ枠は、10年間のブランクを経た後の2002年10月に日曜日22時台へ移り、ロッテ・ガールズハッピータイムと題して『上戸彩 Seventeen's Map』（その後4回番組名を変更）、『長澤まさみタイトル未定（仮）』→『長澤まさみSweet Hertz』を放送。2012年4月から2018年9月まではロッテ・週末ヒロインタイムとして『ももいろクローバーZ ももクロくらぶxoxo』を放送していた。